# Aenictus aitkenii
Aenictus aitkenii este o specie de furnici militare brun-roșcate răspândită în India și Sri Lanka.